# The Night Skinny
The Night Skinny, noto anche come Night Skinny, pseudonimo di Luca Pace (Termoli, 14 febbraio 1983), è un produttore discografico e disc jockey italiano.

## Biografia
Nato e cresciuto in Molise, The Night Skinny è un ingegnere del suono diventato poi attivo, come produttore musicale, nel milanese, dove ha cominciato a farsi conoscere grazie alla collaborazione con gli Antipop Consortium, gruppo statunitense alternative hip hop, per la realizzazione dell'album Metropolis Stepson, pubblicato per Relief Records EU. A questo si aggiunge l'amicizia con il rapper italiano Tormento, con cui collabora per il lavoro Sorry We're Full EP, pubblicato da Eden Garden, etichetta fondata dallo stesso Night Skinny.
Risale all'11 novembre 2014 la pubblicazione di Zero Kills, secondo album in studio del produttore molisano, che vanta la partecipazione di artisti già consacrati come Ghemon, Salmo, Dargen D'Amico, Ensi e MadMan. Il 9 giugno 2015, viene pubblicato City of God, album di 26 tracce interamente strumentale.
L'8 dicembre 2017 viene pubblicato Pezzi, quarto album in studio, per le etichette EdenGarden (fondata da Night Skinny) e Thaurus. Il disco, forte della partecipazione di artisti italiani (Gué Pequeno, Rkomi, Tedua, Luchè, Izi, Ernia e altri) e non (67), viene elogiato dalla critica musicale italiana, soprattutto per l'aspetto musicale, curato interamente da Night Skinny. Rispetto ai precedenti lavori, che avevano riscontrato un successo limitato all'ambiente underground, il quarto lavoro in studio di Night Skinny lo consolida come uno tra i maggiori produttori della scena, tanto da porlo ancora di più alla ribalta della nuova scena rap italiana.
Il 18 maggio 2018, Night Skinny e Rasty Kilo pubblicano Vuoi parlarmi di cosa, singolo pubblicato per Universal. Fanno seguito i singoli Spari e preghiere e Giga con Taxi B e Sapobully, esponenti degli FSK Satellite.
Il 13 settembre 2019 viene invece pubblicato l'album Mattoni, presentato come seguito di Pezzi, senza alcun singolo che ne anticipi l'uscita. A differenza del precedente lavoro in studio, Mattoni è arricchito dalla presenza di ventisei artisti di fama consolidata nel panorama hip hop italiano, tra esponenti della vecchia leva, della nuova scuola ed emergenti. Accolto positivamente dalla critica, al punto da ottenere la certificazione di platino, il disco viene successivamente promosso tramite la pubblicazione del videoclip ufficiale della title track Mattoni e il rilascio di merchandise ufficiale d'abbigliamento in collaborazione con il brand Iuter.
Il 16 settembre 2022 pubblica Botox, il suo progetto discografico più complesso: 21 tracce per un totale di 40 artisti in collaborazione. Per ogni brano è stata realizzata una relativa copertina e per ogni artista il suo rispettivo avatar.
L'11 ottobre 2024 esce il suo settimo album in studio, Containers.

## Discografia

### Album in studio
- 2010 – Metropolis Stepson
- 2014 – Zero Kills
- 2015 – City of God
- 2017 – Pezzi
- 2019 – Mattoni
- 2022 – Botox
- 2024 – Containers

### Mixtape
- 2010 – Metropolis Stepson NY Edition
- 2016 – Metropolis Instrumental

### EP
- 2005 – Resoconti e ricerche
- 2009 – Sorry We're Full EP (con Tormento)
- 2016 – Indian Tweet Posse 1 & 2
- 2023 – Quarto di bue (con Kid Yugi)

### Singoli
- 2015 – Questa notte (feat. Mecna e Pat Cosmo)
- 2016 – Fuck Tomorrow (feat. Rkomi)
- 2017 – Dope Games (feat. Noyz Narcos)
- 2017 – Pezzi (feat. Guè Pequeno e Rkomi)
- 2018 – Vuoi parlarmi di cosa (con Rasty Kilo)
- 2019 – Spari e preghiere (con Rasty Kilo)
- 2019 – Giga (con Rasty Kilo e Taxi B, feat. Sapobully)
- 2020 – Bicarbonato (con Shiva)
- 2022 – Storie tristi (con Paky)
- 2022 – Cagn marcia (con Vettosi)
- 2023 – Players Club '23 (Knights of the Posse) (feat. Nerissima Serpe, Artie 5ive, Tony Boy, Papa V, Low-Red, Astro e Kid Yugi)
- 2023 – Quarto di bue (con Kid Yugi)
- 2023 – Massafghanistan (con Kid Yugi)
- 2024 – Fuck Tomorrow 2 (feat. Rkomi e Karakaz)
- 2024 – Players Club '24 (feat. Low-Red, Tony Boy, Papa V, Nerissima Serpe, Artie 5ive, Kid Yugi e Astro)
- 2025 – Players Club '25 (feat. Glocky, Rrari dal tacco, Promessa, Latrelle, Ele A, Sayf, Melons e Faneto)